# 河合村立保小学校舟原分校
河合村立保小学校舟原分校（かわいそんりつ ほしょうがっこう　ふなばらぶんこう）は、かつて岐阜県吉城郡河合村（現・飛騨市河合町）に存在した公立小学校の分校。

## 概要
- 吉城郡河合村（現・飛騨市河合町）の保小学校の分校であり、舟原が校区であった。1966年時点の児童数は3名。
- 1969年、本校の保小学校が下小鳥ダムのダム湖（下小鳥湖）に沈むことにより元田小学校[注釈 2]に統合されたため、河合村立元田小学校舟原分校となった。
- 舟原地区の殆どは下小鳥湖に沈むことは無かったが、舟原分校が存在した舟原地区中心地は下小鳥湖に沈むこととなり、1973年廃校。

## 沿革
舟原地区は1920年に舟原分校（舟原分教場）の開設まで、隣村の大野郡清見村に委託されていた。
- 1874年（明治7年）6月 - 舟原村の児童は、保村の保明学校に通学する。
- 1875年（明治8年） - 小無雁村、稲越村、大木村、芦谷村、舟原村、保村、月ヶ瀬村、天生村、中沢上村、有家村、角川村、二ツ屋村、元田村、新名村、上ヶ島村、羽根村、保木村、有家林村が合併し、河合村が発足。
- 1893年（明治26年） - 吉城郡河合村大字舟原の児童が、大野郡清見村の池本尋常小学校[注釈 3]へ委託される。
- 1895年（明治28年） - 池本尋常小学校への委託を解消。大字舟原の児童は保尋常小学校への通学となる。
- 1901年（明治34年） - 河合村大字舟原の児童は、再び大野郡清見村の池本尋常小学校へ委託される。
- 1920年（大正9年） - 河合村大字舟原字坂ノ上に保尋常小学校舟原分教場として開校。校舎（木造2階建）を新築。大字舟原の児童の多くは舟原分教場への通学となるが、一部の児童は引き続き大野郡清見村の池本尋常小学校へ委託される。
- 1923年（大正12年）3月 - 池本尋常小学校が解除され、大字舟原の児童は全員、保尋常小学校舟原分教場への通学となる。
- 1941年（昭和16年）4月1日 - 保国民学校舟原分教場に改称する。
- 1947年（昭和22年）4月1日 - 河合村立保小学校舟原分校に改称する。
- 1969年（昭和44年）3月 - 本校の保小学校が元田小学校に統合され廃校。舟原分校は元田小学校に移管され、河合村立元田小学校舟原分校となる。
- 1973年（昭和48年）3月 - 廃校。